# Jänschwalde
Jänschwalde (dolnołuż. Janšojce) – gmina w Niemczech, w kraju związkowym Brandenburgia, w powiecie Spree-Neiße, wchodzi w skład urzędu Peitz.